# Fatmata Awolo
Fatmata Awolo (* 5. Februar 2000) ist eine sierra-leonische Leichtathletin, die sich auf den Sprint spezialisiert hat.

## Sportliche Laufbahn
Erste internationale Erfahrungen sammelte Fatmata Awolo im Jahr 2017, als sie bei den Commonwealth Youth Games in Nassau mit 27,69 s in der ersten Runde im 200-Meter-Lauf ausschied. 2019 schied sie bei den Afrikaspielen in Rabat mit 12,31 s und 24,72 s jeweils in der Vorrunde über 100 und 200 Meter aus und belegte mit der sierra-leonischen 4-mal-400-Meter-Staffel in 3:47,74 min den siebten Platz. 2022 startete sie dank einer Wildcard über 100 Meter bei den Weltmeisterschaften in Eugene und schied dort mit 11,77 s in der ersten Runde aus.

## Persönliche Bestleistungen
- 100 Meter: 11,46 s (+0,1 m/s), 30. April 2022 in Lubbock
- 200 Meter: 24,56 s (+0,4 m/s), 27. Juli 2019 in Niamey